# 無夜國度2 ～新月的新娘～
《無夜國度2 ～新月的新娘～》（主标题又译作）是Gust开发，光荣特库摩于2017年8月发行的動作角色扮演遊戲，对应PlayStation 4和PlayStation Vita、任天堂Switch平台。

## 音乐
柳川和樹、矢野達也、浅野隼人、阿知波大輔、浅田靖、阿部隆大、大迫杏子、富沢泰、古川亮、djseiru

## 评价
Fami通给《无夜国度2》打出8/8/8/7（31分）。

## 外部連結
- 官方网站（日語）